# Кочуба
Кочуба (рум. Cociuba) — село у повіті Арад в Румунії. Входить до складу комуни Дієч.
Село розташоване на відстані 369 км на північний захід від Бухареста, 68 км на схід від Арада, 120 км на південний захід від Клуж-Напоки, 95 км на північний схід від Тімішоари.

## Населення
За даними перепису населення 2002 року у селі проживали 22 особи, усі — румуни. Усі жителі села рідною мовою назвали румунську.